# San Isidro, Santiago
San Isidro är en ort i Mexiko.   Den ligger i kommunen Santiago och delstaten Nuevo León, i den centrala delen av landet, 700 km norr om huvudstaden Mexico City. San Isidro ligger 1 763 meter över havet och antalet invånare är 125.
Terrängen runt San Isidro är huvudsakligen bergig, men åt nordost är den kuperad. Runt San Isidro är det ganska glesbefolkat, med 48 invånare per kvadratkilometer. Närmaste större samhälle är Santiago, 17,0 km nordost om San Isidro. I omgivningarna runt San Isidro växer huvudsakligen savannskog.